# Euxoa territorialis
Euxoa territorialis är en fjärilsart som beskrevs av Smith 1900. Euxoa territorialis ingår i släktet Euxoa och familjen nattflyn. Inga underarter finns listade i Catalogue of Life.